# Elieser Sudit
Elieser Sudit (* 9. Februar 1925; † 5. Februar 2011) war ein israelischer Sprengstoffexperte und Terrorist. Er behauptete, Urheber und Haupttäter des Attentatsversuchs auf Konrad Adenauer im Jahr 1952 gewesen zu sein.

## Leben
Sudit stammte aus Serbien, nach anderen Angaben kam er 1936 aus Bessarabien nach Palästina. Er gehörte der Irgun Zwai Leumi an und war seiner eigenen Aussage nach seit seinem 15. Lebensjahr Bombenkonstrukteur in dieser Organisation. Zeitweise arbeitete er als Sprengstoffexperte in dem Bergbaubetrieb Itzchak Sadeh in Beit Nebala. Während der britischen Mandatszeit kämpfte er gegen die Briten, wurde festgenommen und zu 15 Jahren Haft verurteilt. Er entkam jedoch 1947 aus dem Gefängnis Akkon.
In seinen 1994 in hebräischer Sprache veröffentlichten Memoiren nahm er für sich in Anspruch, Urheber und Haupttäter des Attentatsversuchs auf Konrad Adenauer gewesen zu sein. Er habe im Frühjahr 1952 Kontakt mit Menachem Begin aufgenommen, nachdem dieser zum Widerstand gegen die Wiedergutmachungsverhandlungen zwischen Konrad Adenauer und David Ben-Gurion aufgerufen hatte. Sudit beschloss daraufhin, so sein Bericht, ein Zeichen zu setzen und als „Symbol des Zorns“ einen oder mehrere Bombenanschläge zu begehen. Begin habe seine Pläne gutgeheißen und ein Treffen mit den Knesset-Abgeordneten Jochanan Bader und Chaim Landau sowie dem ehemaligen Chef des Etzel-Nachrichtendienstes Abba Scherzer organisiert, auf dem beschlossen worden sei, dass Sudit von Paris aus operieren sollte.
Der von Sudit in Paris gebaute Sprengsatz wurde in einem Band des Kleinen Brockhaus versteckt und an Adenauer geschickt. Die Bombe explodierte bei Untersuchung durch einen Sprengmeister und verletzte diesen tödlich. Sudit und vier weitere Israelis wurde mehrere Tage später in Paris durch die französische Polizei festgenommen, allerdings konnte keinem die Beteiligung an dem Attentat nachgewiesen werden. Weil Waffen in seinem Zimmer gefunden worden waren, wurde Sudit zu vier Monaten Haft verurteilt. Über die Gerichtsverhandlung berichtete Elie Wiesel in der Zeitung Jedi’ot Acharonot.
Die Behauptungen Sudits, speziell die einer unmittelbaren Beteiligung Begins an der Planung des Adenauer-Attentates, sind umstritten.
Elieser Sudit lebte später in der Nähe von Tel Aviv.